# Moción de censura contra Theresa May de 2019
La moción de censura contra Theresa May de 2019 se dio el 16 de enero en el Parlamento británico cuando la oposición, el día anterior, rechazó el acuerdo que el Gobierno de Theresa May había alcanzado con la Unión Europea sobre el Brexit, con 432 votos en contra y 202 a favor, lo que representaba la mayor derrota para un gobierno en funciones en la historia moderna.
Esta situación negativa para la premier británica fue sucedida por la convocatoria de una moción de censura presentada por el Partido Laborista y su líder Jeremy Corbyn. La lideresa de la Cámara de los Comunes, Andrea Leadsom, expresó que la sesión de la moción tendría lugar en la Cámara en la tarde del 16 de enero, después del turno de preguntas hacia la primera ministra May. De conformidad con la Ley de Parlamentos de plazo fijo de 2011, el texto de la moción es «Que esta Cámara no confía en el Gobierno de Su Majestad».
Si bien Corbyn y los laboristas fueron los principales patrocinadores sobre la moción de censura, ésta fue secundada por otros políticos como Ian Blackford (líder del Partido Nacional Escocés en Westminster), Vince Cable (líder del Partido Liberal Demócrata), Liz Saville Roberts (del Plaid Cymru galés) o Caroline Lucas (Verdes), y firmado por otros 38 diputados. En cambio, los Conservadores, que habían mantenido sus reticencias en la votación contra May en la jornada anterior, se mantuvieron en bloque votando en contra de dicha moción de censura, siendo refrendado por los 10 diputados norirlandeses del Partido Unionista Democrático, de tendencia euroescéptica y que se había mostrado abiertamente a favor del Brexit.
La moción, que tuvo lugar a las 19.00 horas (GMT), fue rechazada por 19 votos, siendo el resultado final de 325 votos negativos contra 306 afirmativos.

## Resultado
| Moción de censura   | |                     |
| Votación→           | Votación→ | 16 de enero de 2019 |
| Mayoría requerida → | Mayoría requerida →                                                                                               | 318 de 635 votos    |
|                     | Noes• Conservadores (316) • DUP (10) • Independiente (1)                                                          | 325/635             |
|                     | Síes• Laboristas (251) • SNP (35) • Liberales Demócratas (11) • Plaid Cymru (4) • Verdes (1) • Independientes (4) | 306/635             |
|                     | Abstenciones• Laborista (1) • Independientes (3)                                                                  | 4/635               |

## Hechos posteriores
Después del resultado, Theresa May dijo a los miembros de la Cámara de los Comunes que continuaría «para cumplir la promesa solemne a la gente de este país de entregar el resultado del referéndum y abandonar la Unión Europea». También solicitó reunirse individualmente con los líderes de los partidos políticos para comentar las posiciones de cada uno e intentar encarrilar el proceso de la salida de la Unión Europea. En reacción a la fallida moción de censura, Jeremy Corbyn pidió a May que se asegurara que no se produjera un Brexit sin acuerdo, diciendo a los parlamentarios que el Gobierno debería «eliminar claramente, de una vez por todas, la perspectiva de una catastrófica salida sin acuerdo». Esa idea, de eliminar la posibilidad de una salida no pactada, fue respaldada por los diputados nacionalistas escoceses.
Posteriormente, a las 22 horas (GMT) y desde la residencia presidencial del 10 de Downing Street, May hizo una declaración a la nación instando a los políticos británicos a «dejar de lado el interés propio» y «trabajar de manera constructiva» para lograr una solución al Brexit.